# Dwayne Cowan
Dwayne Cowan (Londres, 1 de enero de 1985) es un deportista británico que compitió en atletismo, especialista en las carreras de relevos.
Ganó una medalla de bronce en el Campeonato Mundial de Atletismo de 2017 y una medalla de plata en el Campeonato Europeo de Atletismo de 2018, ambas en la prueba de 4 × 400 m.

## Palmarés internacional
| Campeonato Mundial | Campeonato Mundial    | Campeonato Mundial | Campeonato Mundial |
| Año                | Lugar                 | Medalla            | Prueba             |
| ------------------ | --------------------- | ------------------ | ------------------ |
| 2017               | Londres (Reino Unido) | Medalla de bronce  | 4 × 400 m          |
| Campeonato Europeo |                       |                    |                    |
| Año                | Lugar                 | Medalla            | Prueba             |
| 2018               | Berlín (Alemania)     | Medalla de plata   | 4 × 400 m          |